# Gerd Backhaus
Gerd Backhaus (* 9. září 1942) je bývalý východoněmecký fotbalista, útočník. V sezóně 1963/64 byl nejlepším střelcem východoněmecké oberligy.

## Fotbalová kariéra
Ve východoněmecké oberlize hrál za 1. FC Lok Stendal, nastoupil ve 140 ligových utkáních a dal 63 gólů. Reprezentoval Německo na LOH 1964 v Tokiu, získal s týmem bronzové medaile za 3. místo, ale do utkání nezasáhl a zůstal mezi náhradníky. Za východoněmeckou fotbalovou reprezentaci nastoupil v letech 1963-1966 ve 3 utkáních a dal 2 góly.

## Ligová bilance
| Ročník           | Zápasy | Góly |                   |
| ---------------- | ------ | ---- | ----------------- |
| II. liga 1960    | 4      | 1    | 1. FC Lok Stendal |
| I. liga 1961/62  | 27     | 6    | 1. FC Lok Stendal |
| II. liga 1962/63 | 22     | 20   | 1. FC Lok Stendal |
| I. liga 1963/64  | 23     | 15   | 1. FC Lok Stendal |
| I. liga 1964/65  | 25     | 12   | 1. FC Lok Stendal |
| I. liga 1965/66  | 20     | 10   | 1. FC Lok Stendal |
| I. liga 1966/67  | 22     | 13   | 1. FC Lok Stendal |
| I. liga 1967/68  | 23     | 7    | 1. FC Lok Stendal |
| II. liga 1968/69 | 21     | 10   | 1. FC Lok Stendal |
| II. liga 1969/70 | 30     | 18   | 1. FC Lok Stendal |
| II. liga 1970/71 | 25     | 4    | 1. FC Lok Stendal |
| II. liga 1971/72 | 19     | 6    | 1. FC Lok Stendal |
| II. liga 1972/73 | 21     | 9    | 1. FC Lok Stendal |
| II. liga 1973/74 | 19     | 6    | 1. FC Lok Stendal |
| II. liga 1974/75 | 11     | 0    | 1. FC Lok Stendal |
| CELKEM I. liga   | 140    | 63   |                   |